# Tiffany Clark
Tiffany Clark est une actrice pornographique américaine, née le 18 mars 1961, dont la carrière couvre la plus grande partie des années 1980 et 1990.

## Biographie
Tiffany Clark débute dans le cinéma pornographique en 1979, à l'âge de 18 ans, dans le film Pink Champagne.
Elle a reçu l'AVN Award de la meilleure actrice dans un second rôle (Best Supporting Actress) et celui de la meilleure scène de sexe en couple (Best Couples Sex Scene - Film) pour Hot Dreams. Elle fait partie de l'AVN Hall of Fame.
En 1985, elle a coréalisé et coproduit le film Hot Rockers.
Tiffany Clark a été mariée à Fred J. Lincoln, acteur, réalisateur et producteur américain de films pornographiques.

## Récompenses
- AVN Awards 1984[4] :
  - Meilleure actrice dans un second rôle (Best Supporting Actress - Film) pour Hot Dreams
  - Meilleure scène de sexe en couple (Best Couples Sex Scene - Film) pour Hot Dreams (avec Michael Bruce)